# Günandromorfia

Nőstény kövipók (Drassodes saccatus), bal oldalon hím párzólábbal, a mozaikos günandromorfia példájaként.

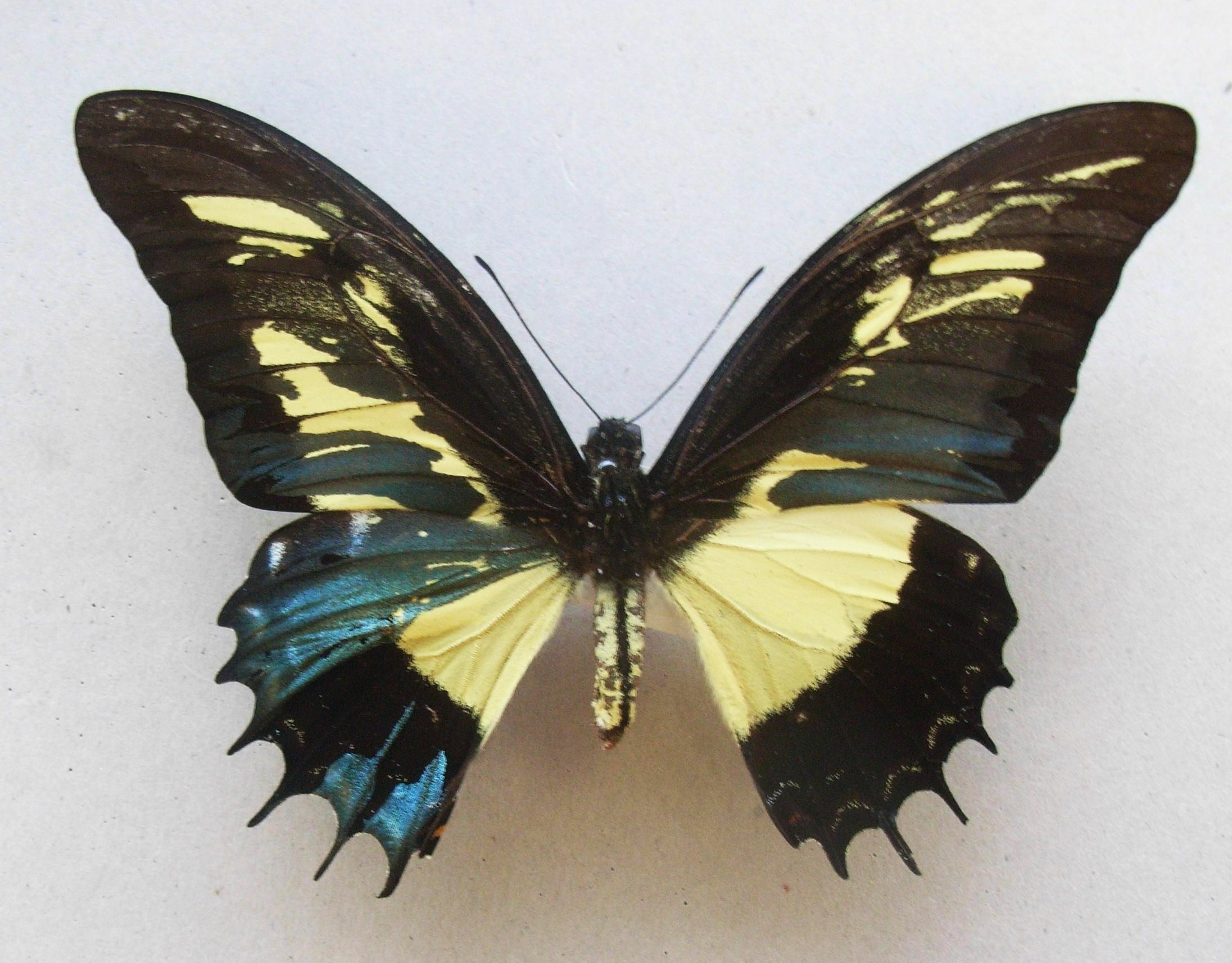
Papilio androgeus mozaikos günandromorfiája

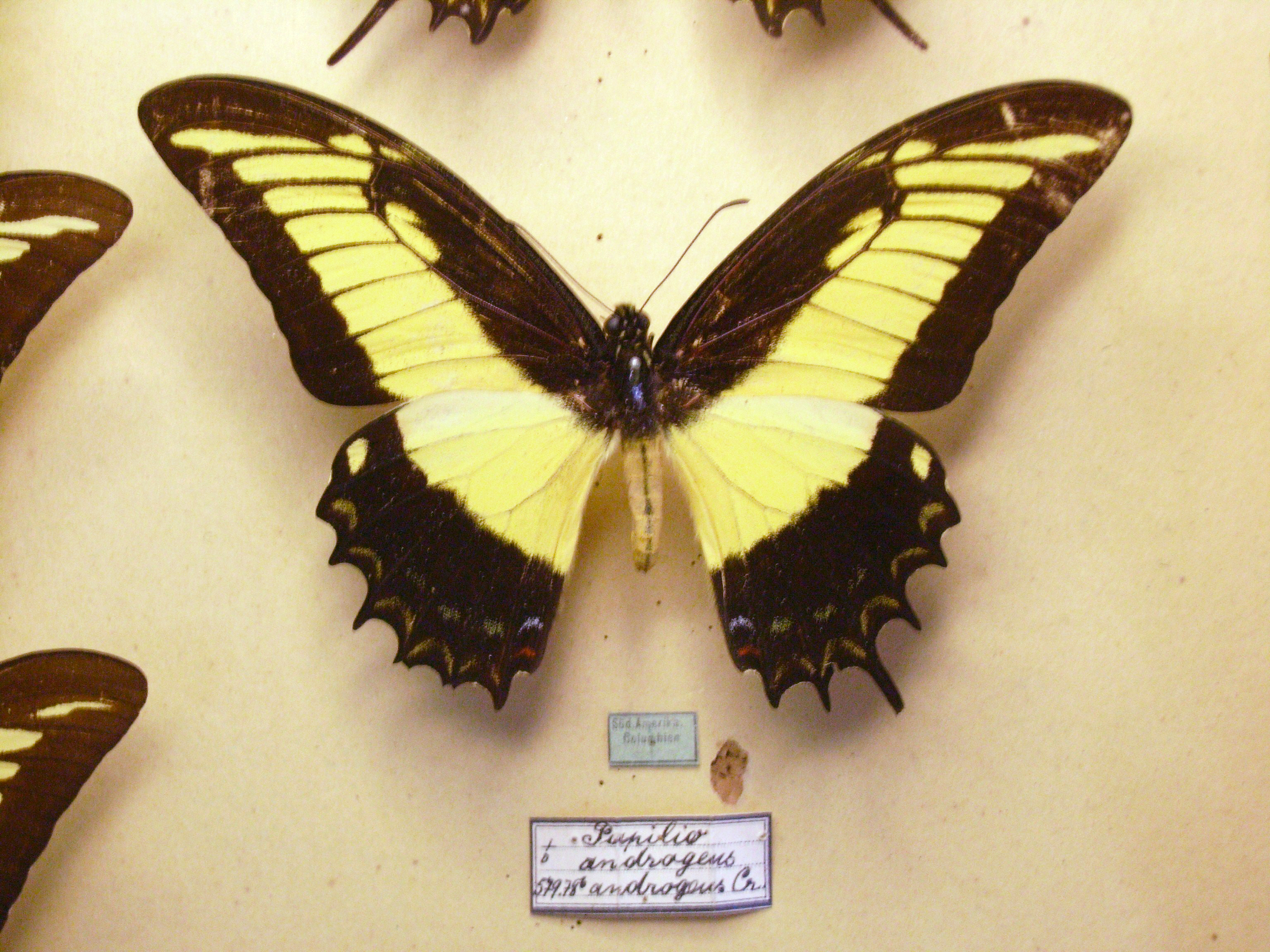
Papilio androgeus hímje

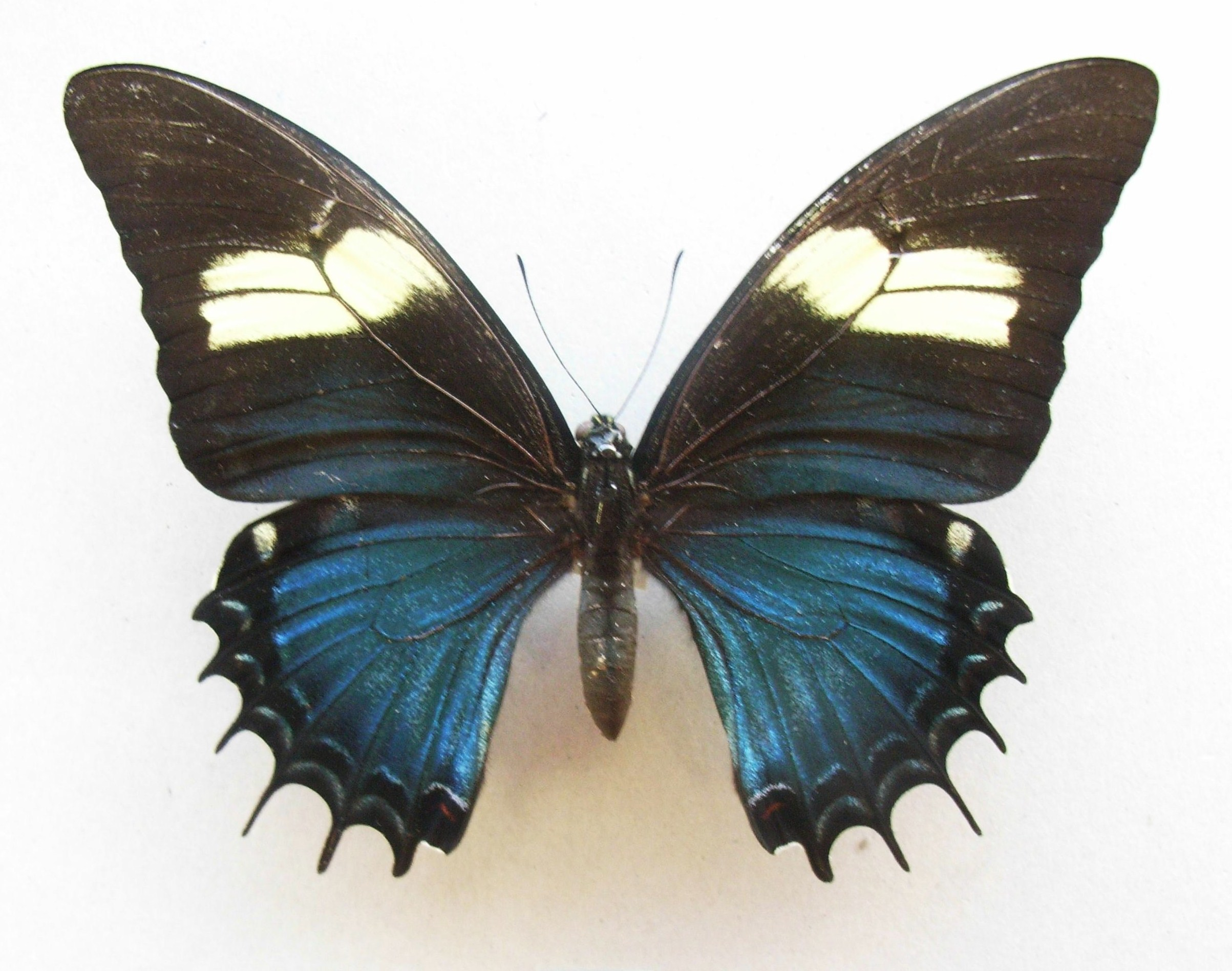
Papilio androgeus nősténye

A günandromorfia (gör. güné = nő, androsz = férfi) az a jelenség, amikor egy élőlény hím és nőstény jellegzetességeket is mutat. Leginkább a rovarok, illetve lepkék vizsgálatában (entomológia, illetve lepidopterológia) használatos. A lepkéknél jól megfigyelhető a jelenség, ivari kétalakúságuk miatt. A günandromorfizmusra ismerünk példát a rákoknál (főleg homároknál), ritkán előfordul madaraknál is. Jó példa a madarak günandromorfiájára a zebrapinty. Ezeknél a pintyeknél lateralizált agyi struktúrák alakulnak ki a közös szteroid-jelzőrendszer ellenére, ami erős bizonyíték egy nem hormonokra épülő, az agy differenciálódását szabályozó, elsődleges nemi meghatározó mechanizmus létezésére nézve.
Egy günandromorf élőlény mutathat kétoldali szimmetriát, azaz lehet egy hím és egy nőstény oldala, vagy lehet mozaikos, ebben az esetben az ivarok nem különülnek el ilyen világosan. A kétoldali günandromorfia az egyedfejlődés kezdeti szakaszában jöhet létre, amikor az élőlény 8-64 sejtből áll. Később a günandromorf mozaikossá válik.
A neves író és lepidopterológus kutató, Vladimir Nabokov Speak, Memory című önéletrajzában leír egy gyönyörű, egyik oldalán hím, másikon nőstény günandromorf pillangót, amit fiatalkorában talált a család oroszországi birtokán.
A házi tyúknál is előfordul günandromorfia.

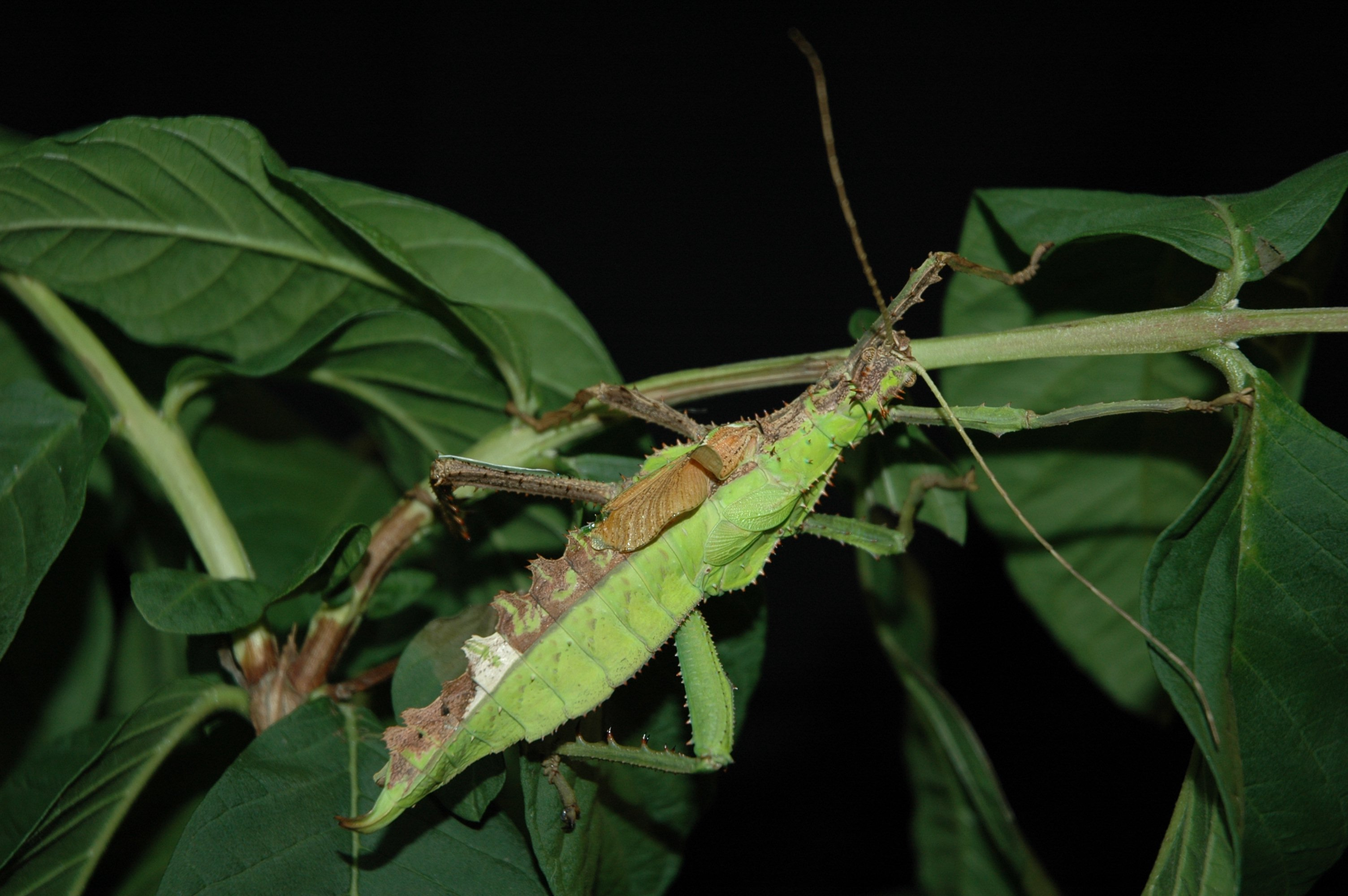
Heteropteryx dilatata, günandromorf botsáska

## Lásd még
- Hermafroditizmus

## Fordítás
- Ez a szócikk részben vagy egészben a Gynandromorph című angol Wikipédia-szócikk ezen változatának fordításán alapul.  Az eredeti cikk szerkesztőit annak laptörténete sorolja fel. Ez a jelzés csupán a megfogalmazás eredetét és a szerzői jogokat jelzi, nem szolgál a cikkben szereplő információk forrásmegjelöléseként.